# Су Че
Су Че (苏辙, 20 лютого 1039 —1112) — китайський літератор та державний службовець часів династії Сун, разом із батьком та братом (так звані "троє Су", див. нижче) належить до «Восьми великих майстрів династій Тан і Сун».

## Життєпис
Народився у 1039 році у м. Мейшань, що у сучасній провінції Сичуань. Син Су Сюня 苏洵 (1009–1066), місцевого чиновника, вченого та літератора. Су Че отримав гарну освіту. У 1057 році разом із своїм братом Су Ши склав імператорський іспит, отримавши ступінь цзіньши. Його кар'єру було перервано смертю батька у 1065 році. Повернувся до служби у 1068 році. 1070 році перейшов в опозицію до канцлера Ван Аньши, якого критикував за проведення його реформ. За це Су Че було заслано до місцевості на території сучасної провінції Шаньсі. У 1072 році був переведений до м. Туйгуань. У 1076 році його переведено до Нанкіна. У 1079 році, коли його брата Су Ши було запроторено до в'язниці, Су Че намагався визволити того, але марно. Після цього займав посади середнього рівня у провінційних містах (на території сучасних провінцій Аньхой та Гуандун). У 1104 році виходить у відставку, оселяється у м. Їньчуань, де й сконав у 1112 році.

## Творчість
Су Че у своїй творчості наслідував батькові та братові. Серед політичних праць відомими є есе: «Про шість занепалих царств» 六國論 та «Трицарство» 三國論, в яких Су Че намагається аналізувати дії колишніх правителів, військовиків, порівнювати їх між собою, у підсумку висловлює думки щодо сутності політики. Також відомі його історичні та філософські твори: коментар до канону «Дао де цзін» 老子解 у двох цзюанях ("сувоях"), коментар до хроніки Чуньцю 春秋集解 (12 цзюанів), «Історія давнини» 古史 (16 цзюанів).
Су Че створював оди та вірші у жанрах ці, ши та фу. Більшість об'єднані у «Збірку Луаньчен». Відомими є оди «Світанок та захід сонця» та «Західне озеро». Основні теми — опис навколишньої природи, тварин, дерев.